# اینوسنت دوم

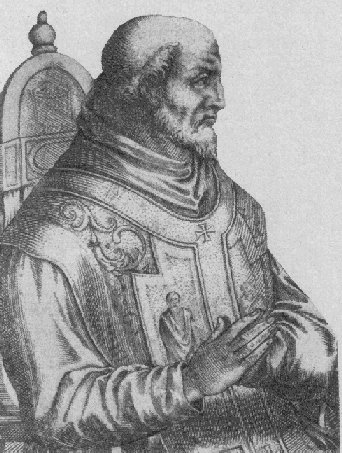
اینوسنت دوم

پاپ اینوسنت دوم (به انگلیسی: Innocent II) یکی از پاپ‌های کلیسای کاتولیک رم بود که در رم به دنیا آمد و از ۱۱۳۰ تا ۱۱۴۳ میلادی پاپ بود.